# 2-(Indol-3-yl)ethylamin
2-(Indol-3-yl)ethylamin (Trivialname Tryptamin) ist eine chemische Verbindung aus der Gruppe der Tryptamine und Namensgeber dieser Stoffgruppe.

## Vorkommen
2-(Indol-3-yl)ethylamin ist eine Monoaminverbindung, die ein Vorläufermolekül für viele Hormone und Neurotransmitter ist. Die Biosynthese geht im Allgemeinen von der Aminosäure Tryptophan aus. Das Enzym Aromatische-L-Aminosäure-Decarboxylase decarboxyliert Tryptophan, wobei Tryptamin entsteht.  Substitutionen führen zu einer Gruppe von Verbindungen, die zusammen als Tryptamine bekannt sind. Die bekanntesten Tryptamine sind Serotonin, ein wichtiger Neurotransmitter, und Melatonin, ein Hormon, das an der Regulierung des Schlaf-Wach-Zyklus beteiligt ist.

## Gewinnung und Darstellung
Tryptamin kann durch das Abramovitch-Shapiro-Syntheseverfahren dargestellt werden.

## Eigenschaften
2-(Indol-3-yl)ethylamin ist ein brennbarer, schwer entzündbarer, kristalliner Feststoff, der sehr schwer löslich in Wasser ist.

## Verwendung
2-(Indol-3-yl)ethylamin wird bei der Herstellung von biologisch aktiven Verbindungen wie Neurotransmittern, Psychopharmaka und ω-Mercaptooctyltryptamid verwendet.